# Arquidiócesis de Campinas
La arquidiócesis de Campinas (en latín: Archidioecesis Campinen(sis) y en portugués: Arquidiocese de Campinas) es una circunscripción eclesiástica latina de la Iglesia católica en Brasil, sede metropolitana de la provincia eclesiástica de Campinas. La arquidiócesis tiene al arzobispo João Inácio Müller, O.F.M. como su ordinario desde el 15 de mayo de 2019.

## Territorio y organización

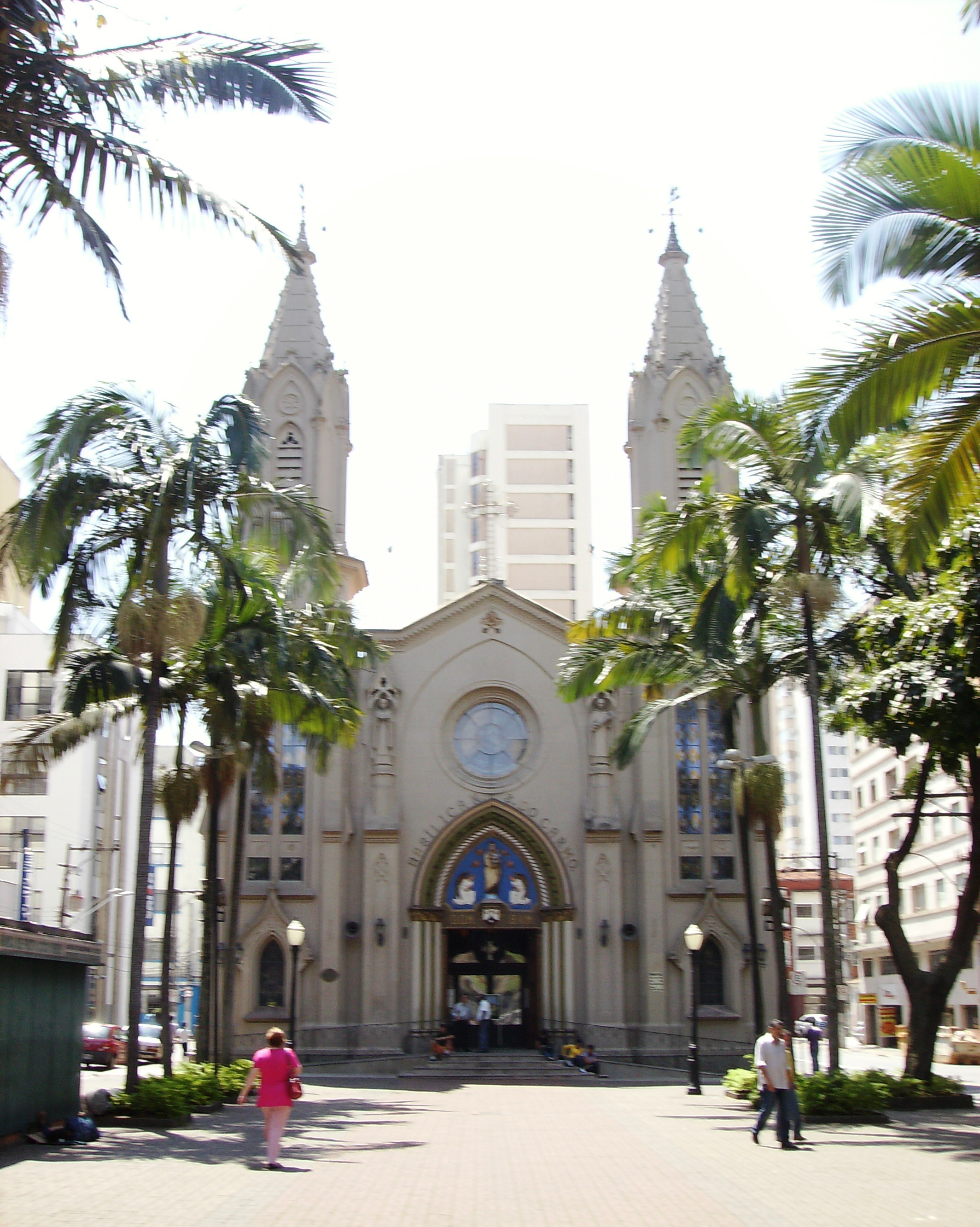
Basílica menor de Nuestra Señora del Carmen

La arquidiócesis tiene 2133 km² y extiende su jurisdicción sobre los fieles católicos de rito latino residentes en 9 municipios del estado de São Paulo: Campinas, Elias Fausto, Hortolândia, Indaiatuba, Monte Mor, Paulínia, Sumaré, Valinhos y Vinhedo.
La sede de la arquidiócesis se encuentra en la ciudad de Campinas, en donde se halla la Catedral de la Inmaculada Concepción y la basílica menor de Nuestra Señora del Carmen.
En 2019 en la arquidiócesis existían 102 parroquias agrupadas en 13 foranías: Cristo Rei, Imaculada Conceição, Nossa Senhora Aparecida, Nossa Senhora de Fátima, Nossa Senhora do Patrocínio, Santa Teresinha do Menino Jesus, Sant’Ana, Santa Cruz, Santa Mônica, São Francisco de Assis, São João XXIII, São José y São José de Anchieta.
La arquidiócesis tiene como sufragáneas a las diócesis de: Amparo, Bragança Paulista, Jaú, Limeira, Piracicaba y São Carlos.

## Historia
La diócesis de Campinas fue erigida el 7 de junio de 1908 con la bula Dioecesium nimiam amplitudinem del papa Pío X, obteniendo el territorio de la arquidiócesis de San Pablo, de la que originalmente era sufragánea.
El 24 de julio de 1925 cedió una parte de su territorio para la erección de la diócesis de Bragança Paulista mediante la bula Ad sacram Petri sedem del papa Pío XI.
El 26 de febrero de 1944 cedió otra parte de su territorio para la erección de la diócesis de Piracicaba mediante la bula Vigil Campinensis Ecclesiae del papa Pío XII.
El 19 de abril de 1958 la diócesis fue elevada al rango de arquidiócesis metropolitana con la bula Sacrorum Antistitum del papa Pío XII.
El 7 de noviembre de 1966 cedió una parte de su territorio para la erección de la diócesis de Jundiaí mediante la bula Quantum conferant del papa Pablo VI.
El 29 de abril de 1976 cedió una parte de su territorio para la erección de la diócesis de Limeira mediante la bula De superna animarum del papa Pablo VI.
El 23 de diciembre de 1977 cedió otra parte de su territorio para la erección de la diócesis de Amparo mediante la bula Ecclesiae Universae del papa Juan Pablo II.
El 26 de junio de 2024 el papa Francisco erigió la diócesis de Jaú, que pasó a ser sufragánea de Campinas.

## Estadísticas
Según el Anuario Pontificio 2020 la arquidiócesis tenía a fines de 2019 un total de 1 646 818 fieles bautizados.
| Año                                                                             | Población            | Población | Población      | Sacerdotes | Sacerdotes    | Sacerdotes    | Bautizados por sacerdote | Diáconos permanentes | Religiosos | Religiosos | Parroquias |
| Año                                                                             | Bautizados católicos | Total     | % de católicos | Total      | Clero secular | Clero regular | Bautizados por sacerdote | Diáconos permanentes | Varones    | Mujeres    | Parroquias |
| ------------------------------------------------------------------------------- | -------------------- | --------- | -------------- | ---------- | ------------- | ------------- | ------------------------ | -------------------- | ---------- | ---------- | ---------- |
| 1949                                                                            | 480 000              | 510 000   | 94.1           | 176        | 60            | 116           | 2727                     |                      |            |            | 45         |
| 1959                                                                            | 450 000              | 480 000   | 93.8           | 157        | 79            | 78            | 2866                     |                      | 128        | 754        | 49         |
| 1965                                                                            | 740 230              | 821 480   | 90.1           | 203        | 103           | 100           | 3646                     |                      | 164        | 986        | 90         |
| 1970                                                                            | 1 175 000            | 1 200 000 | 97.9           | 207        | 118           | 89            | 5676                     |                      | 134        | 889        | 98         |
| 1976                                                                            | 1 283 200            | 1 600 000 | 80.2           | 201        | 79            | 122           | 6384                     | 2                    | 229        | 768        | 103        |
| 1980                                                                            | 885 000              | 983 000   | 90.0           | 152        | 72            | 80            | 5822                     | 1                    | 215        | 560        | 71         |
| 1990                                                                            | 1 786 000            | 2 175 000 | 82.1           | 202        | 84            | 118           | 8841                     | 3                    | 268        | 629        | 80         |
| 1999                                                                            | 886 018              | 1 009 120 | 87.8           | 147        | 65            | 82            | 6027                     | 2                    | 134        | 375        | 67         |
| 2000                                                                            | 885 612              | 1 009 870 | 87.7           | 153        | 68            | 85            | 5788                     | 2                    | 151        | 380        | 70         |
| 2001                                                                            | 1 237 045            | 1 694 583 | 73.0           | 146        | 65            | 81            | 8472                     | 2                    | 209        | 392        | 71         |
| 2002                                                                            | 1 235 128            | 1 693 275 | 72.9           | 140        | 68            | 72            | 8822                     | 4                    | 198        | 390        | 71         |
| 2003                                                                            | 1 235 435            | 1 694 021 | 72.9           | 159        | 76            | 83            | 7770                     | 4                    | 186        | 325        | 72         |
| 2004                                                                            | 1 235 281            | 1 698 360 | 72.7           | 160        | 78            | 82            | 7720                     | 4                    | 226        | 350        | 73         |
| 2006                                                                            | 1 275 980            | 1 748 115 | 73.0           | 170        | 86            | 84            | 7505                     | 5                    | 180        | 353        | 75         |
| 2013                                                                            | 1 602 410            | 2 189 157 | 73.2           | 176        | 111           | 65            | 9104                     | 20                   | 166        | 257        | 88         |
| 2016                                                                            | 1 626 061            | 2 229 000 | 73.0           | 189        | 117           | 72            | 8603                     | 26                   | 169        | 304        | 98         |
| 2019                                                                            | 1 646 818            | 2 313 182 | 71.2           | 190        | 117           | 73            | 8667                     | 25                   | 167        | 309        | 102        |
| Fuente: Catholic-Hierarchy, que a su vez toma los datos del Anuario Pontificio. |                      |           |                |            |               |               |                          |                      |            |            |            |

## Episcopologio

### Obispos de Campinas
- João Batista Corrêa Nery † (3 de agosto de 1908-1 de febrero de 1920 falleció)
- Francisco Campos Barneto † (30 de julio de 1920-22 de agosto de 1941 falleció)
- Paulo de Tarso Campos † (14 de diciembre de 1941-19 de abril de 1958 nombrado arzobispo)

### Arzobispos de Campinas
- Paulo de Tarso Campos † (19 de abril de 1958-19 de septiembre de 1968 renunció[10])
- Antônio Maria Alves de Siqueira † (19 de septiembre de 1968 por sucesión-10 de febrero de 1982 retirado)
- Gilberto Pereira Lopes (10 de febrero de 1982 por sucesión-2 de junio de 2004 retirado)
- Bruno Gamberini (2 de junio de 2004-28 de agosto de 2011 falleció)
- Airton José dos Santos (15 de febrero de 2012-25 de abril de 2018 nombrado arzobispo de Mariana)
- João Inácio Müller, O.F.M., desde el 15 de mayo de 2019